# Bharat Ratra

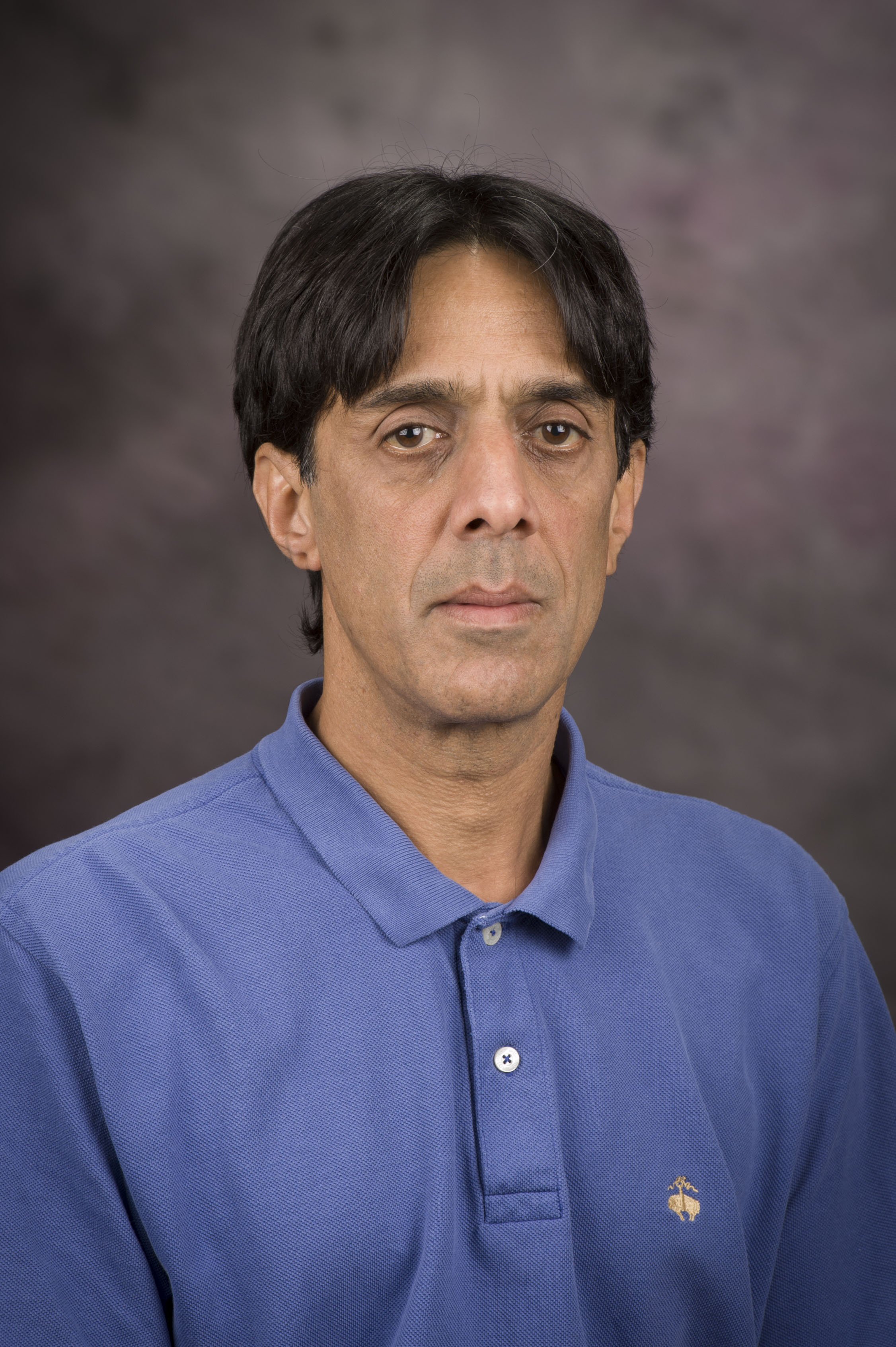
Bharat Ratra

Bharat Vishnu Ratra (* 26. Januar 1960 in Mumbai) ist ein indisch-US-amerikanischer Astrophysiker und Kosmologe.
Ratra studierte Physik am Indian Institute of Technology mit dem Bachelor-Abschluss 1982 und wurde 1986 bei Michael Peskin und Leonard Susskind an der Stanford University promoviert. Als Post-Doktorand war er am Stanford Linear Accelerator Center, an der Princeton University, dem California Institute of Technology und dem Massachusetts Institute of Technology. 1996 wurde er Assistant Professor, 2001 Associate Professor und 2004 Professor an der Kansas State University. Er ist dort Distinguished Professor.
1988 untersuchte er mit James Peebles eine Kosmologie mit zeitliche veränderlichem Skalarfeld, das ein Vorläufer des Ende der 1990er Jahre im Rahmen der Entdeckung der Beschleunigung des Universums aufkommenden Quintessenz-Modells ist und das erste dynamische Modell Dunkler Energie. 1985 veröffentlichte er mit Willy Fischler und Leonard Susskind die erste konsistente semiklassische Berechnung des Spektrums der Fluktuationen Energiedichte in der kosmischen Hintergrundstrahlung.
Er ist Fellow der American Physical Society (2000) und der American Association for the Advancement of Science (2005). Ratra erhielt 1999 einen Career Award der National Science Foundation. Für 2025 wurde ihm der Julius-Edgar-Lilienfeld-Preis der American Physical Society zugesprochen.

## Schriften
- mit W. Fischler, L. Susskind: Quantum Mechanics of Inflation, Nucl. Phys. B, Band 259, 1985, S. 730
- mit Peebles: Cosmological consequences of a rolling homogeneous scalar field, Physical Review D, Band 37, 1988, S. 3406
- mit Peebles: Cosmology with a time-variable cosmological'constant, Astrophysical Journal, Band 325, 1988,  L17-L20
- Cosmological 'seed' magnetic field from inflation, Astroph. J., Band 391, 1992, L1-L4
- mit Peebles: The cosmological constant and dark energy, Rev. Mod. Phys., Band 75, 2003, S. 559, Arxiv
- mit Omer Farooq: Hubble parameter measurement constraints on the cosmological deceleration-acceleration transition redshift, Astroph. J., Band 766, 2013, L 7